# Szent István Kézikönyvek
Szent István Kézikönyvek név alatt egy magyar vallási könyvsorozat fut, kiadója a Szent István Társulat.

## Története
A nagy múltú magyar könyvkiadó 2000-ben indította sorozatot. Ennek keretében több száz oldalas, igényes, kézikönyvszerű feldolgozásokat jelentettek meg a katolikus egyházzal kapcsolatos különböző témakörökből. A 24 x 17 cm-es, kemény papírkötésű kötetek egy része fordítás, mások eredeti magyar munkák. Egyes kötetek több kiadásban is megjelentek.
A sorozat több, mint 20 évvel megkezdése után is él, 2023-ban jelent meg a Középkori keresztény gondolkodók lexikona.

## Részei
| Sorszám | Név                                           | Szerző, szerkesztő                     | Kiadás ideje | Oldalszám | Megjegyzés |
| ------- | --------------------------------------------- | -------------------------------------- | ------------ | --------- | ---------- |
| 1.      | Pszichológiai és lelkipásztorkodási kézikönyv | Michael Dieterich                      | 2000         | 317       |            |
| 2.      | A II. Vatikáni Zsinat dokumentumai            | (szerk.) Diós István, Farkas Olivér    | 2000         | 980       |            |
| 3.      | Általános erkölcsteológia                     | Helmut Weber, (ford.) Tuba Iván        | 2001         | 392       |            |
| 4.      | Speciális erkölcsteológia                     | Helmut Weber, (ford.) Tuba Iván        | 2001         | 464       |            |
| 5.      | Az egyháztörténet kézikönyve                  | Adriányi Gábor                         | 2001         | 444       |            |
| 6.      | A Katolikus Egyház Katekizmusa                | (ford.) Diós István                    | 2002         | 863       |            |
| 7.      | Egyházjog                                     | Erdő Péter                             | 2003         | 878       |            |
| 8.      | Mária az üdvtörténetben                       | Leo Scheffczyk, Anton Ziegenaus        | 2004         | 347       |            |
| 9.      | Az Ószövetség teológiája                      | Josef Schreiner, (ford.) Kiss B. Zsolt | 2004         | 348       |            |
| 10.     | Ókeresztény írók lexikona                     | Vanyó László                           | 2004         | 456       |            |
| 11.     | Az Újszövetség teológiája                     | Joachim Gnilka                         | 2007         | 418       |            |
| 12.     | Az Egyház társadalmi tanításának kompendiuma  | (ford.) Dér Katalin, Horváth Pál       | 2007         | 433       |            |
| 13.     | A teremtés jövője Istenben – Eszkatológia     | Leo Scheffczyk, Anton Ziegenaus        | 2008         | 280       |            |
| 14.     | Bevezetés az Ószövetség könyveibe             | Rózsa Huba                             | 2016         | 861       |            |
| 15.     | Az egyházi intézményrendszer története        | Szuromi Szabolcs                       | 2015         | 432       |            |
| 16.     | Ars Sacra – A liturgikus művészet kézikönyve  | (szerk.) Szakács Béla Zsolt            | 2019         | 476       |            |
| 17.     | A liturgiatudomány kézikönyve                 | (szerk.) Pákozdi István, Somorjai Ádám | 2020         | 570       |            |
| 18.     | Bevezetés az Újszövetség könyveibe            | Kocsis Imre                            | 2019         | 664       |            |
| 19.     | Középkori keresztény gondolkodók lexikona     | Horváth Pál                            | 2023         | 412       |            |